# 德国共产党—红色黎明
德国共产党—红色黎明（德語：Kommunistische Partei Deutschlands - Roter Morgen）是德国的一个已不存在的小型共产主义政党。1985年12月，德国共产党/马列内部拒绝与托派合作、坚持霍查主义意识形态的一派在汉堡创建了该党。该党出版月刊《红色黎明》。它是马列主义政党和组织国际会议 (团结和斗争)的成员。
2011年12月，该党举行第12次代表大会。该会认为，党的目标没有达到，党的影响力是“微弱的”、“地区性的”，“组织不能符合‘共产党’这个名称的要求”。于是，该党更名为德国共产党—建设团体。此后，该党实际停止活动。